# Ольшанец (Задонский район)
Ольшанец — село в Задонском районе Липецкой области России. Административный центр Ольшанского сельсовета.

## История
Село начинает упоминаться начиная с последней четверти XVIII века. Происхождение топонима связано с произраставшими в долине реки Сновы кустами ольхи.

## Географическое положение
Село расположено на Среднерусской возвышенности, в южной части Липецкой области, в южной части Задонского района, на правом берегу реки Снова. Расстояние до районного центра (города Задонска) — 14 км. Абсолютная высота — 114 метров над уровнем моря. Ближайшие населённые пункты — посёлок Освобождение, село Балахна, село Рублевка, село Калабино, село Дегтевое, село Сцепное, деревня Писаревка, деревня Заря, деревня Лозовая, деревня Мухино.

## Население
| 1859 | 1897 | 2010 |
| ---- | ---- | ---- |
| 690  | ↗754 | ↘315 |

По данным Всероссийской переписи, в 2010 году численность населения села составляла 315 человек (145 мужчин и 170 женщин).

## Инфраструктура
В селе функционируют детский сад, средняя общеобразовательная школа, фельдшерско-акушерский пункт, отделение связи, а также муниципальное учреждение культуры (МУК «Ольшанский центр культуры и досуга»).

## Улицы
Уличная сеть села состоит из 4 улиц.